# 70-es trolibusz (Budapest)
A budapesti 70-es jelzésű trolibusz a Kossuth Lajos tér és az Erzsébet királyné útja, aluljáró között közlekedik. A viszonylatot a Budapesti Közlekedési Zrt. közlekedteti a Budapesti Közlekedési Központ megrendelésére. 1949 óta közlekedik és Joszif Visszarionovics Sztálin szovjet vezető 70. születésnapjának tiszteletére kapta a 70-es viszonylatszámot.
A vonalon munkanapokon este 20 óra után, valamint hétvégén és ünnepnapokon elsőajtós felszállási rend van érvényben.

## Története
A Budapesti Villamos Városi Vasút 1906-ban helyezte üzembe 10-es számú járatát a belváros és Zugló összeköttetésére a Király utcán és a Nagymező utcán keresztül. Ezt a villamosvonalat 1949-ben szüntették meg, amikor működésbe lépett az annak teljes útvonalát helyettesítő első, 70-es számú vonallal meginduló pesti trolibuszüzem.
Az új járatra szovjet MTB–82-es trolibuszokat szereztek be. December 11-re a felsővezetéket elkészítették és a járművezetőket is kiképezték.
A vonalat 1949. december 21-én, Sztálin 70. születésnapján adta át Bebrits Lajos közlekedésügyi miniszter. Kezdetben a járatnak kilenc megállója volt. (Hermina út, Dózsa György út, Bajza utca, Lövölde tér, Izabella utca, Nagykörút, Nagymező utca, Bajcsy Zsilinszky út és Kossuth Lajos tér) A viszonylat eleinte végig a Városligeti fasoron haladva érte el a Városligetet, a mai '56-os emlékmű helyén volt köröndnél keresztezve a Dózsa György utat. A vonalat akkor helyezték át a Bajza utca – Damjanich utca útirányra, amikor a körönd helyén, a Liget szélén megkezdődött a felvonulási dísztribün építése. A járatok 1951. december 2-a óta használják az új nyomvonalat.
1953-ban betétjárat indult a vonalon 70/A jelzéssel, amely a Kossuth Lajos téri végállomástól a Hernád utca – Peterdy utca – Murányi utca útvonalon kialakított hurokvégállomásig közlekedett. Ez a betétjárat 1956. április 23-án a 78-as számot kapta. Létezett azonban egy másik 70/A jelzésű viszonylat is, amely az Erzsébet királyné útja, aluljáró végállomástól a Király utca-Nagymező utca sarkáig közlekedett, a végállomási hurok a terézvárosi Ávilai Nagy Szent Teréz-plébániatemplom körül helyezkedett el. A járat időszakos jelleggel, a Budapesti Nemzetközi Vásárok idején közlekedett, megszűnésének ideje vélhetően egybeesik a BNV Kőbányára költöztetésének évével, 1974-gyel.
Egyes források szerint a Kossuth tér felé közlekedő 70-es alapjárat ugyancsak megkerülte a plébániatemplomot, a Nagymező utcát a Hegedű utca – Labda (ma Pethő Sándor) utca útvonalon elérve.
2002. december 1-jén BKV+ szolgáltatást kapott.
2012 végén jártak utoljára ZiU–9 típusú trolibuszok a vonalon.
A Kossuth Lajos téri rendezvények idején a 70-es járat kocsijai a Kozma Ferenc utcában kifeszített kezelővezeték – és esetenként emberi személyzet – segítségével, tolatva fordultak meg. Ez az állapot 2013 és 2015 nyara között, elhúzódó politikai viták miatt tartósan fennállt. 2015. július 13-tól a járatok a Kossuth Lajos térnél a Kálmán Imre utca – Honvéd utca – Báthory utca – Kozma Ferenc utca útvonalon fordulnak vissza.
2016. június 4-étől hétvégén és ünnepnapokon, valamint 2024. január 19-étől munkanapokon este 20 óra után csak az első ajtónál lehet felszállni.

## Járművek
A vonalon Solaris Trollino 12 típusú trolibuszok közlekednek.
A 70-es vonal MTB–82-es típusú járművekkel indult meg, melyhez néhány évvel később Ikarus 60T-k is csatlakoztak. A 60-as évek elejétől a házilag épített csuklósok egy részét ide sorolták, így egy rövid ideig csuklós üzem volt a jellemző. A ZiU–5 járművek érkezésekor egy nagyobb átcsoportosítás történt, így a 70-esről átkerültek a csuklósok a 75-ös vonalra, helyükre pedig az új szovjet trolik kerültek. A 70-es évek második felétől az újonnan vásárolt ZiU–9 trolik alkották a vonal járműkiadását, (ritka esetekben a 100-as csuklósok is felbukkantak itt) egészen a 2000-es évek elejéig. 2002. december 1-jétől BKV Plusz szolgáltatású vonal lett, ezen a vonalon álltak forgalomba ekkor az Ikarus 412-es trolik, így kizárólag alacsony padlós járművekkel utazhattak az utasok több éven keresztül. 2005–2007-ben a Ganz-Solaris trolik megjelenésekor egy újabb átcsoportosítás történt; ZiU–9, Ikarus 412T és az új Solaris trolik alkották a viszonylati flottát. Ez az állapot egészen 2012 végéig tartott (2011-től 1-2 Ikarus 280T is közlekedett munkanapokon).[forrás?]
2013 január elsejétől a szovjet ZiU-k kivonásakor a szóló trolik hiánya miatt hétköznapokon kizárólag csuklósok közlekedtek, a használtan vett MAN trolik és az Ikarus 280T-k jelentették a napi kiadást. 2013 júniusától vonalon 2 db MAN és 6 db Ikarus 435.81 teljesített szolgálatot, ez utóbbi rossz fordulékonysága ellenére 2 és fél éven át közlekedett a belvárosban. 2015. december 19-étől (részben új) szóló Solaris trolik közlekednek a vonalon.

## Útvonala
| Erzsébet királyné útja, aluljáró felé |
| Kossuth Lajos tér M vá. – Báthory utca – Kozma Ferenc utca – Kálmán Imre utca – Nagymező utca – Király utca – Lövölde tér – Városligeti fasor – Bajza utca – Damjanich utca – Dvořák sétány – Zichy Mihály út – Erzsébet királyné útja – Erzsébet királyné útja, aluljáró vá. |
| Kossuth Lajos tér felé |
| Erzsébet királyné útja, aluljáró vá. – Erzsébet királyné útja – Zichy Mihály út – Dvořák sétány – Damjanich utca – Bajza utca – Városligeti fasor – Lövölde tér – Király utca – Nagymező utca – Kálmán Imre utca – Honvéd utca – Báthory utca – Kossuth Lajos tér M vá.       |

## Megállóhelyei
| 0  | Erzsébet királyné útja, aluljáró végállomás | 20 | 1, 1A, 3, 69 82 5   |
| 1  | Ciklámen utca                               | 18 | 72, 74              |
| 2  | Olof Palme sétány                           | 16 |                     |
| 3  | Dvořák sétány                               | 15 |                     |
| 4  | Damjanich utca / Dózsa György út            | 14 | 75, 79 30, 30A, 230 |
| 5  | Nefelejcs utca / Damjanich utca             | 13 | 78                  |
| 6  | Reformáció park                             | 12 | 78                  |
| 8  | Lövölde tér                                 | 10 | 78                  |
| 9  | Izabella utca / Király utca                 | 8  | 73, 76, 78          |
| 10 | Király utca / Erzsébet körút                | 7  | 4, 6 78             |
| 12 | Akácfa utca                                 | 6  | 78                  |
| 13 | Opera M                                     | 5  | 78 105, 210, 210B   |
| 15 | Zichy Jenő utca                             | 3  | 78                  |
| 17 | Báthory utca / Bajcsy-Zsilinszky út         | 2  | 72, 78 9            |
| 19 | Kossuth Lajos tér M végállomás              | 0  | 2, 2B, 23 78 15     |

## További irodalom
- Ha a megállók mesélni tudnának – A 70-es troli (WeLoveBudapest, 2023.11.30.)